# 富田因則
富田 因則（とみた もとのり）は、日本の遺伝育種学者。静岡大学グリーン科学技術研究所教授。

## 人物
静岡大学グリーン科学技術研究所植物ゲノミックス研究コアの富田因則教授は、次世代DNAシーケンサーによる遺伝子配列解析によって有用形質の原因となる遺伝的変異を特定し、イネのゲノム育種を推進している。地球温暖化に伴う気候変動やコメのグローバル化競争の激化を克服するために、短稈、大粒、バイオマス増大、早晩生等の遺伝子を同定するとともに、コシヒカリのゲノムに統合して安定生産可能な品種「コシヒカリ駿河d60Hd16」、「コシヒカリ駿河sd1Bms」などの「スーパーコシヒカリ」20品種を開発し、全国各府県で実証試験が行われている。京都大学在学中から鳥取大学在職中にも、背丈を短くする遺伝子sd1が導入されているが、そのほかの塩基配列はコシヒカリとほとんど変わらず、台風で倒伏しにくい短稈コシヒカリ型の品種「ヒカリ新世紀」、「コシ泉水」などを開発した。
とくに、突然変異系統「北陸100号」から、稈を20 cm短くする短稈遺伝子d60の発見に成功した。「北陸100号」は育成（1974年)当時、短・強稈の遺伝子源として注目されていたが、関与遺伝子を特定できなかったために、利用が敬遠された。富田は、「北陸100号」と原品種「コシヒカリ」との交雑後代を用いた遺伝解析から、短稈遺伝子d60と配偶子致死遺伝子galによる補足配偶子致死モデルを導いて、短稈が過少分離（長稈：短稈≒８：１）することを明らかにし、d60を同定した。この補足配偶子致死では、花粉が第一分裂後に栄養核が消失し、生殖核の分裂を経て致死すること、さらに、galが日印品種を問わず普遍的に存在することを明らかにし、d60は自然界にはなく、galから配偶子致死作用のないGalに変異しなければ得られなかった貴重な遺伝子であると結論した。加えて、部分不稔を示すD60d60Galgalヘテロ型に交雑すると、D60d60Galgal型個体が1/3の頻度で分離することを利用してd60を効率よく導入する方法を確立し、変則的に遺伝するd60の育種的利用の道を切り開いた。この方法によって、コシヒカリの遺伝的背景にd60を導入した同質遺伝子系統「コシヒカリd60」、d60に加えて在来種「十石」のsd1、大粒遺伝子GW2、極早生遺伝子e1、晩生遺伝子Hd16、バイオマス増大遺伝子Bmsを導入したコシヒカリの同質遺伝子品種「コシヒカリsd1d60=ミニヒカリ」、「コシヒカリ駿河d60Gg」、「コシヒカリ駿河e1d60」、「コシヒカリ駿河d60Hd16」、「コシヒカリ駿河d60Bms」などを作出した。
京都大学博士（農学）。日本技術士会フェロー、会長表彰受賞。日本育種学会で活動。環境王国認定委員会。

## 主要論文
- 米国立生物工学情報センター